# Rolavská vrchoviště
Rolavská vrchoviště je název národní přírodní rezervace vyhlášené v roce 2012. Rezervace zahrnuje i území již bývalých národních přírodních rezervací Velké jeřábí jezero a Velký močál (k zrušení došlo 1.7.2012 současně s vyhlášením NPR Rolavská vrchoviště).
Předmětem ochrany jsou přirozené lesní porosty rašelinných a podmáčených smrčin, společenstva vrchovišť s klečí, horská a podhorská vřesoviště a jedinečná společenstva rostlin a bezobratlých živočichů vázaná na ruiny areálu bývalé úpravny cínové rudy.

## Popis oblasti
Území rezervace se nachází v Karlovarském kraji u města Přebuz v prostoru mezi zaniklými osadami Rolava a Jelení v blízkosti česko-saské hranice. Rozkládá se v katastrálních územích Přebuz, Rolava a Chaloupky u Přebuze na vrcholové plošině Krušných hor v nadmořské výšce 880–950 m. Jedná se o chladnou klimatickou oblast s průměrnou roční teplotou mezi 4–5 °C a ročním úhrnem srážek okolo 1 000 mm.

## Přírodní poměry
Geologické podloží celého území je tvořeno žulami krušnohorského plutonu, které jsou prostoupeny puklinami obsahujícími cínové zrudnění v greisenech a greisenisovaných žulách. Toto zrudnění zde bylo předmětem dobývání od 13.–20. století.
Na podloží žul karlovarského plutonu se vyskytují lokality s různě vysokou vrstvou humolitu s maximální mocností okolo 7 metrů. Mezi nejrozsáhlejší vrchovištní rašeliniště patří lokalita Brumiště, která nalézá se v mělké pánvi východně od Jeřábí hory, lokalita Na číhané jihovýchodně od Jeřábí hory, lokalita Velké jeřábí jezero na hranicích České republiky a Německa a Velký močál, jihovýchodně od bývalé úpravny cínové rudy.
Na řadě míst probíhala v 19. století až do období před druhou světovou válkou těžba rašeliny, která sloužila jako náhrada za drahé palivové dřevo pro vytápění domácností.
Těžbou rašeliny bylo nejvíc narušeno vrchoviště Velké jeřábí jezero.
V území nejsou výrazné vrcholy, jedná o ploché nevýrazné kóty. Nejvyššími jsou Bažiňák (965 m), Jeřábí vrch (965 m), Milíře (945 m), Plochá hora (939 m) a Vysoký vrch (947 m).
Oblast je pramennou oblastí řeky Rolava, dále zde pramení Slatinný potok a to soutokem dvou bezejmenných vodotečí. Slatinný potok napájí i dědičná štola cínového dolu, která je dosud zčásti funkční. Nejvýznamnější vodní nádrží je Lícha (Rolavský rybník) na Jelením potoce s výskytem vzácných druhů řas, která byla vybudována jako zásobárna vody pro cínový důl a která je jedinou funkční vodní nádrží na území. Dvě nefunkční vodní nádrže s proraženými hrázemi najdeme v údolí Slatinného potoka. Hydrologie pramenných oblastí Rolavy je ovlivňována propady podzemních důlních děl a výtokem mineralizovaných vod z několika zavalených štol. Ve vrchovištích najdeme řadu jezírek, ve Velkém jeřábím jezeře jich je kolem dvaceti.
Geologické mapování v oblasti přineslo nové poznatky o tom, že jádra vrchovišť původně vznikla na vývěrech podzemních vod. Další vývoj pak směřoval k dešťovému typu rašelinišť.

### Flóra
Vrchoviště, horská rašeliniště, jsou chudá na dusík a fosfor a proto zde najdou prostor rostliny, které by jinde v konkurenci ostatních druhů nepřežily. Asi nejvzácnější rostlinou je zde kriticky ohrožená blatnice bahenní (Scheuchzeria palustris), která patří k nejvzácnějším rostlinám v České republice. Dnes přežívá jen v několika jezírkách na lokalitě Velký močál, Velké Jeřábí jezero a v Brumišti. Jinde v České republice již neroste, zcela zanikla.
V oblasti roste řada chráněných a ohrožených druhů rostlin. Bohatá je zejména populace rosnatky anglické (Drosera anglica), rosnatky okrouhlolisté (Drosera rotundifolia), kyhanky sivolisté (Andromeda polifolia), ostřice bažinné (Carex limosa), šichy černé (Empetrum nigrům). Východní část chráněného území hostí jedinou plodnou populaci blatnice bahenní (Scheuchzeria palustris) v Krušných horách.

### Fauna
Z hlediska fauny je významný zbytkový výskyt tetřeva hlušce (Tetrao urogallus), relativně početného tetřívka obecného (Tetrao tetrix) a bohatý výskyt bekasiny otavní (Gallinago gallinago). Nepravidelně zde hnízdí krutihlav obecný (Jynx torquilla), čírka obecná (Anas crecca) a moták pilich (Circus cyaneus).
Nachází se zde vitální populace čolka horského (Triturus alpestris), čolka obecného (Triturus vulgaris), zmije obecné (Vipera berus), ještěrky živorodé (Zootoca vivipara). Unikátní biodiverzita hmyzu je vázaná na ruiny areálu a zbytky staveb bývalé úpravny cínové rudy.

## Fotogalerie

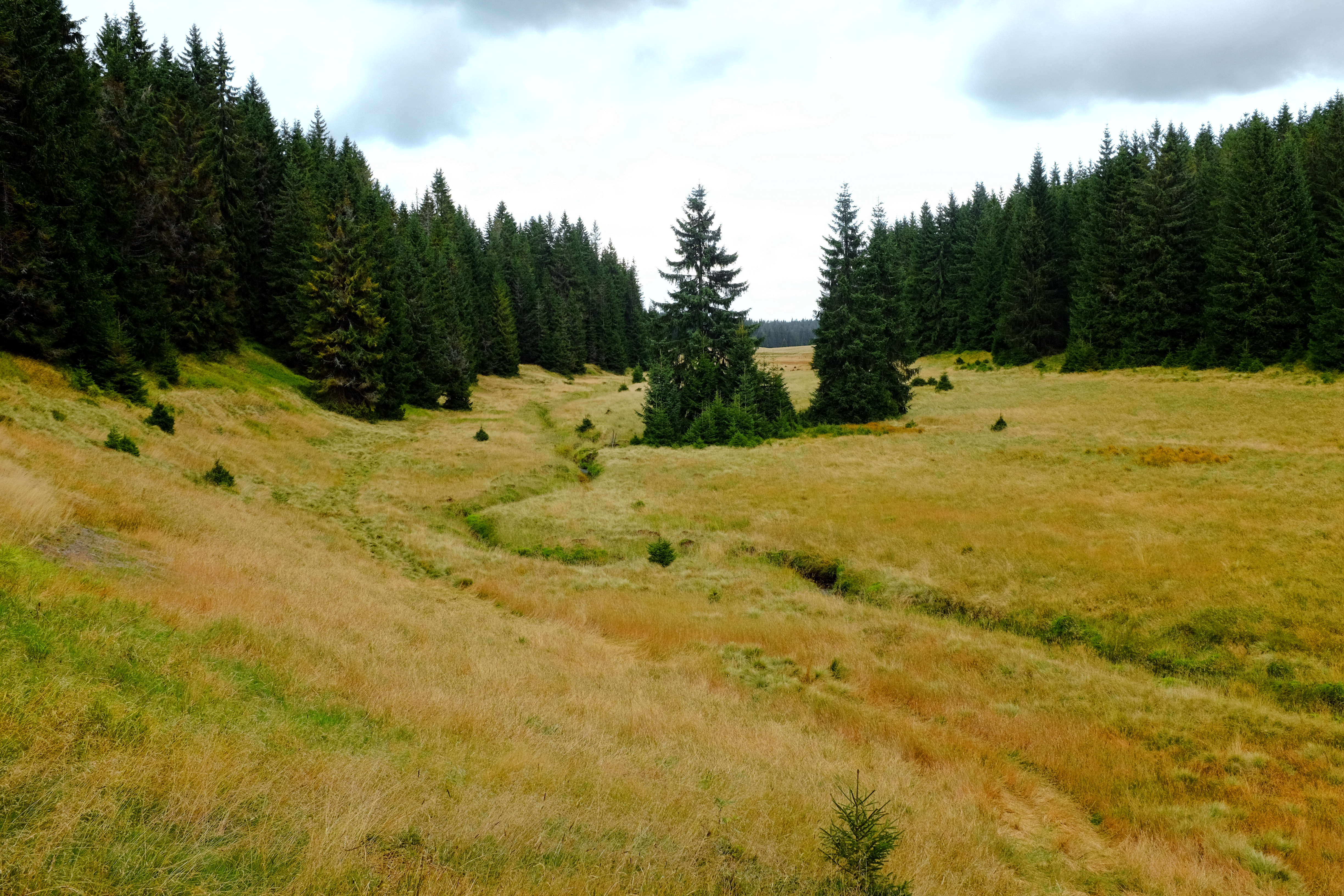
Jihozápadní okraj
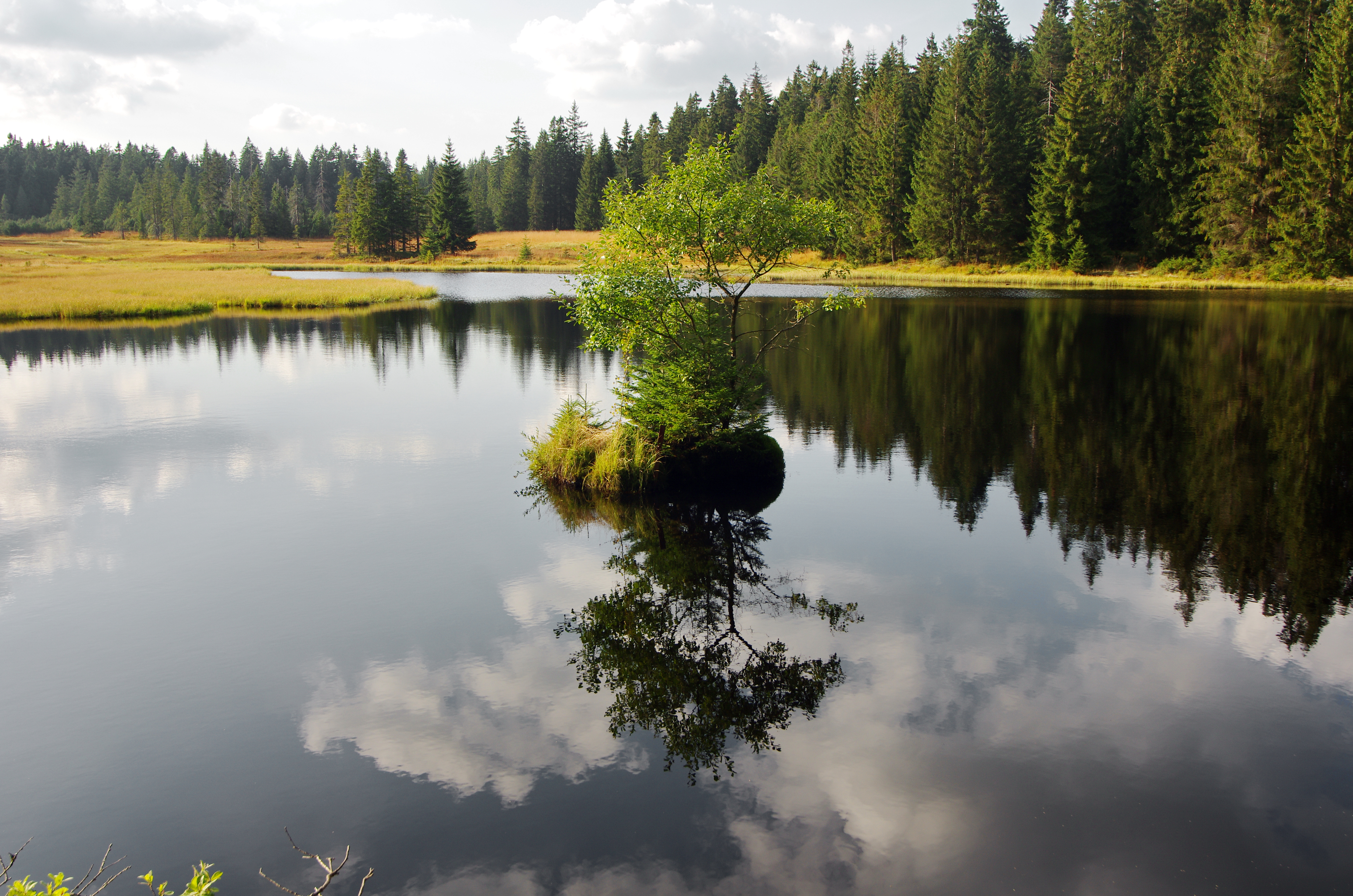
Rolavský rybník
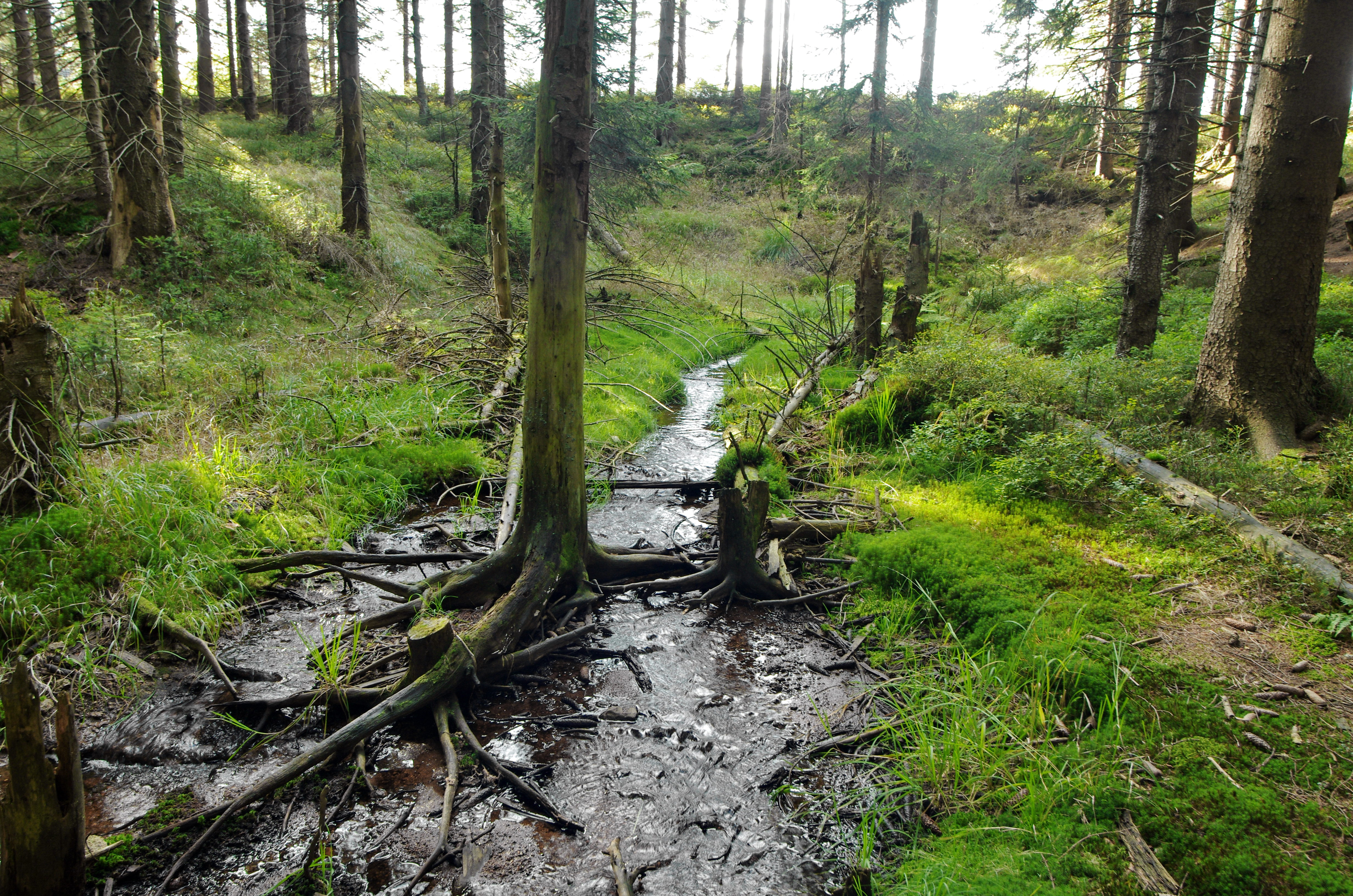
Jelení potok pod Rolavským rybníkem
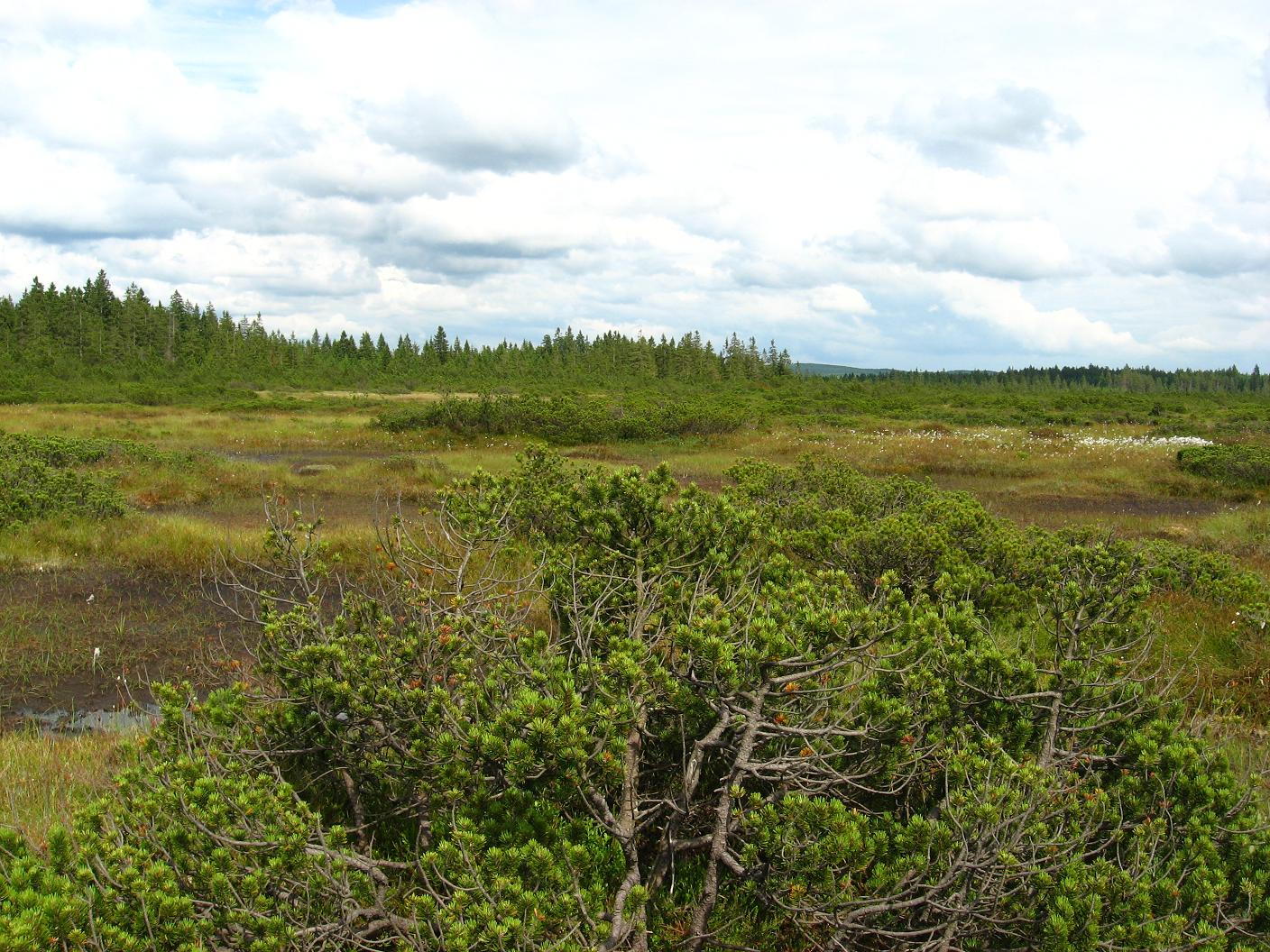
Velký močál
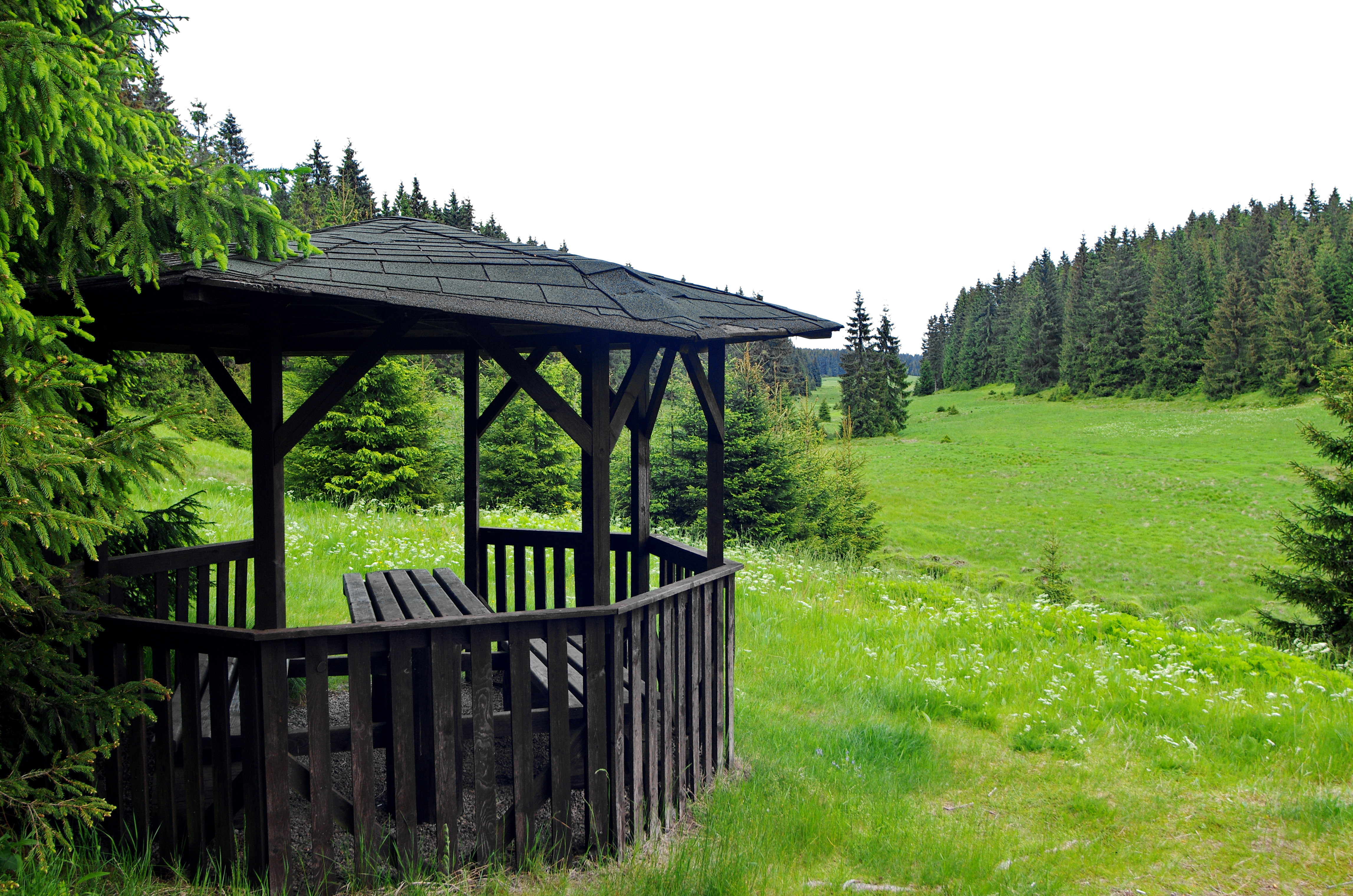
Přístřešek pod zaniklou Červenou hájovnou
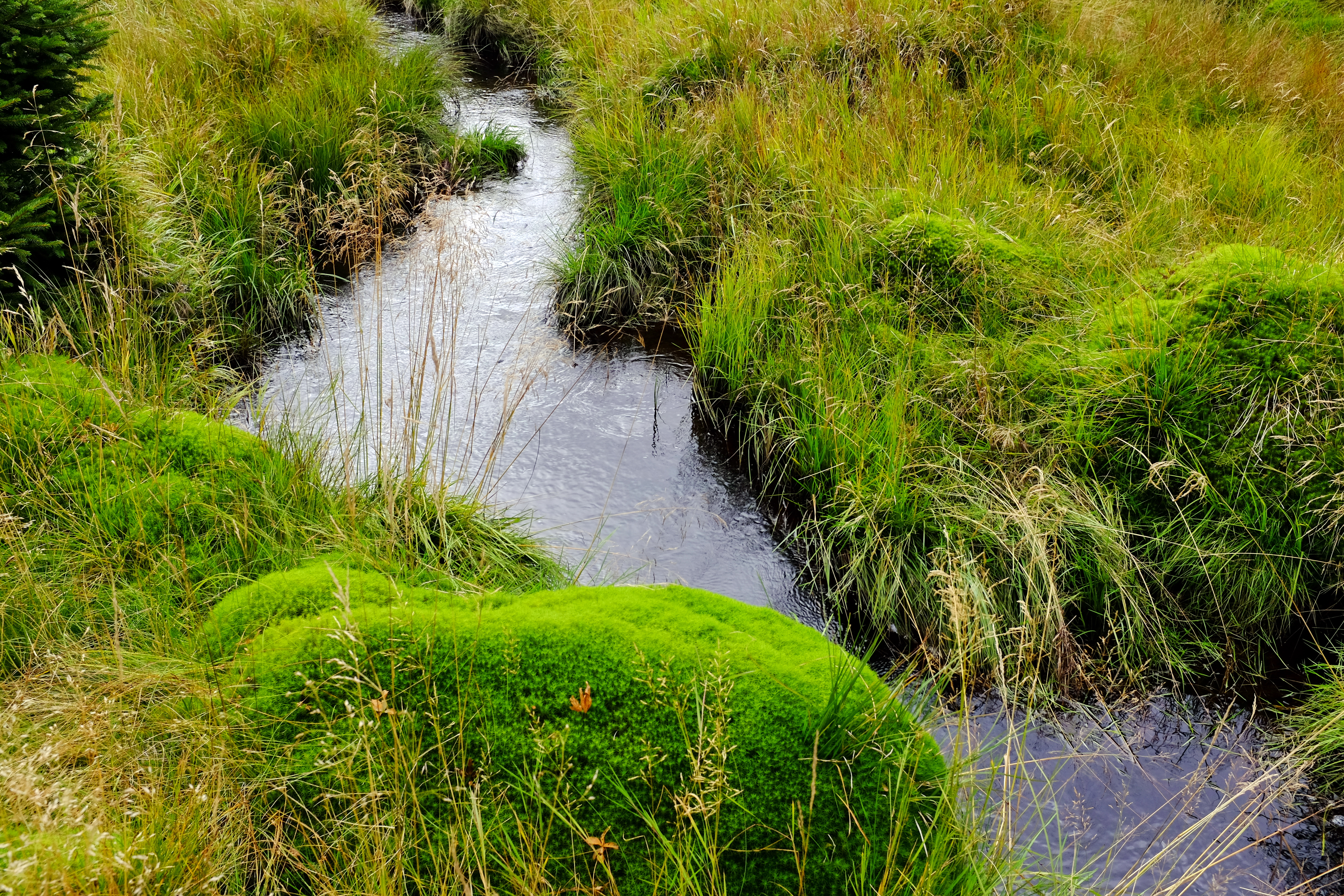
Říčka Rolava
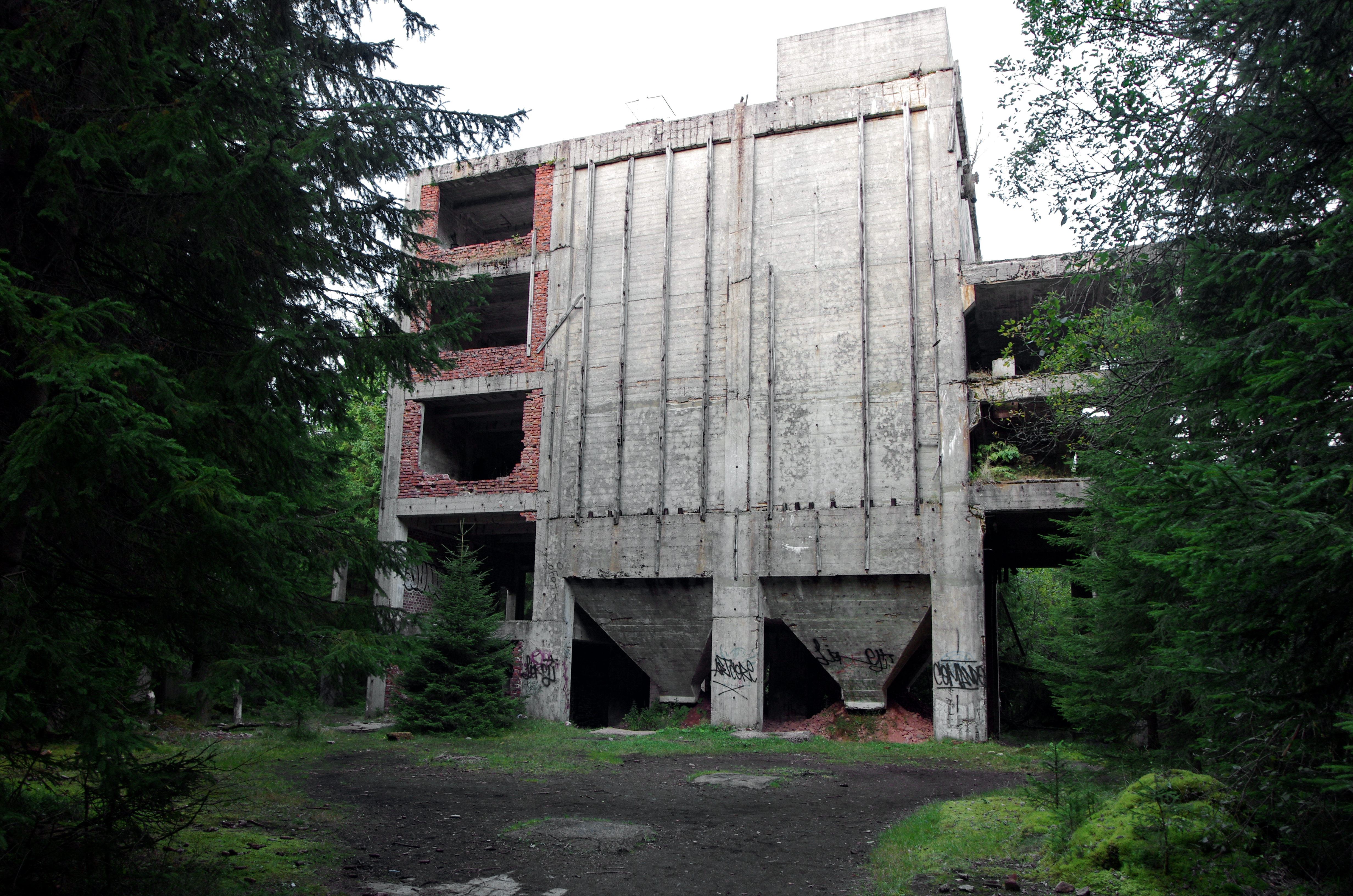
Pozůstatek zásobníků cínové rudy
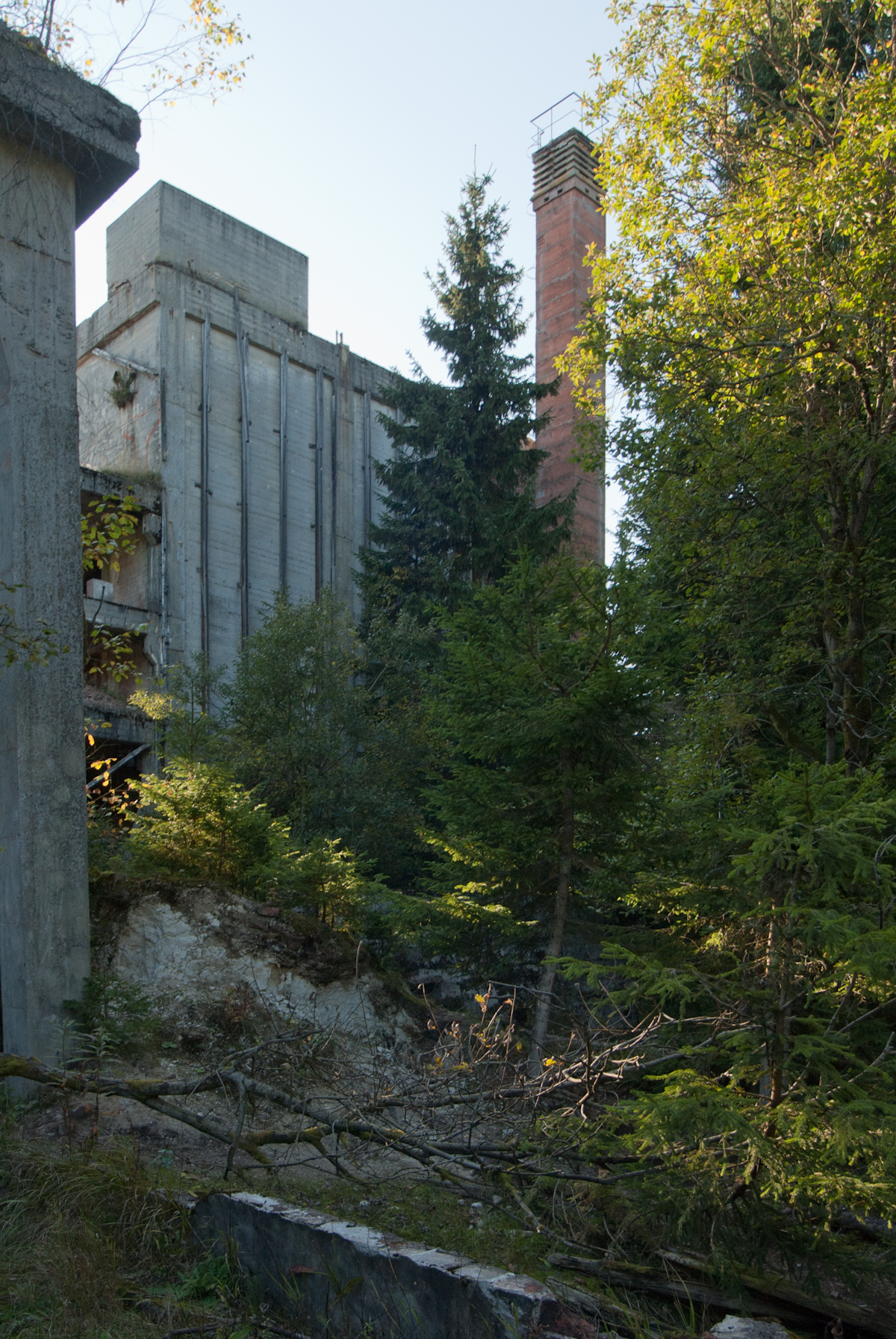
Skelet bývalé úpravny rud
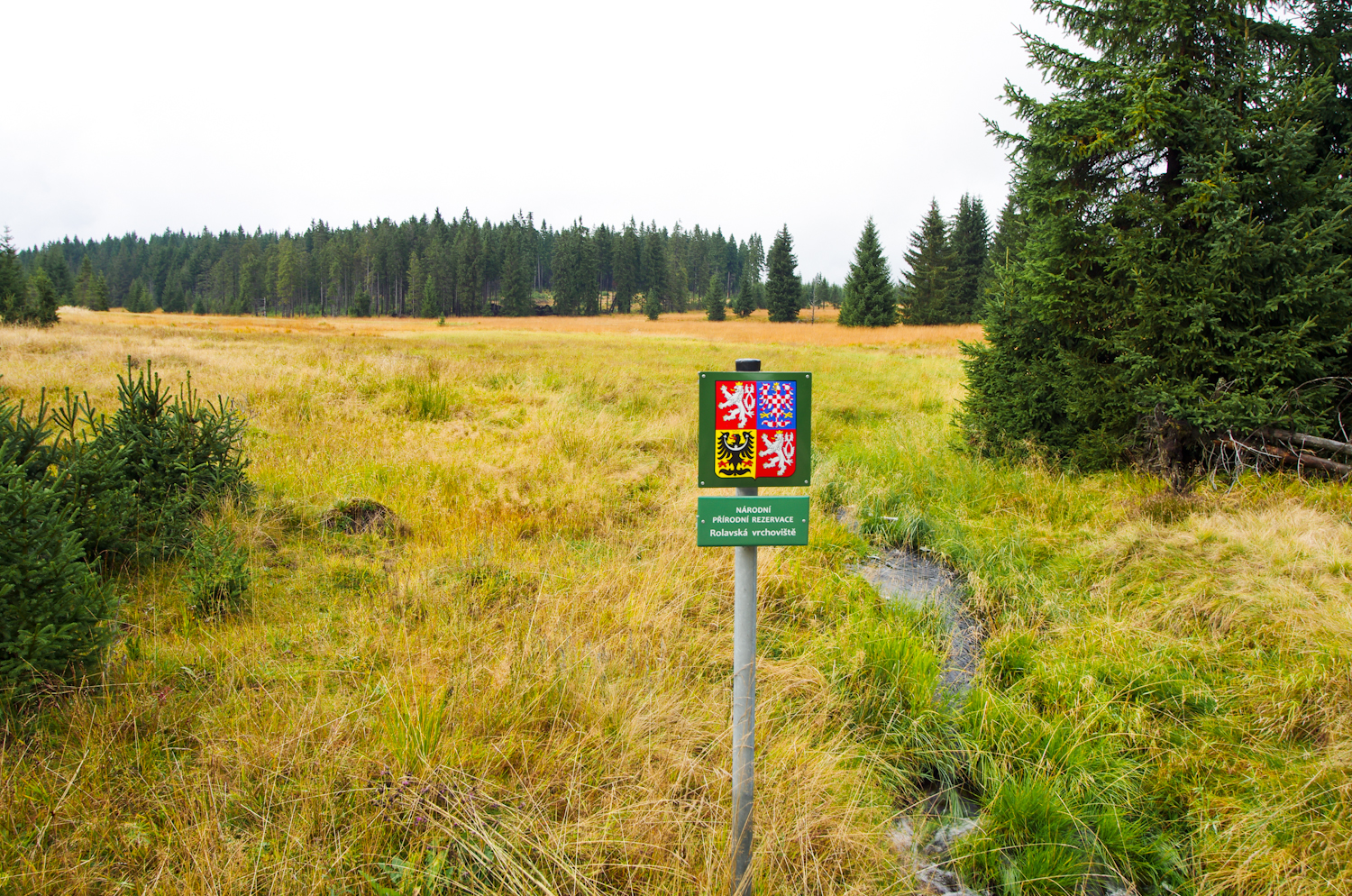
Nad bývalou osadou Chaloupky
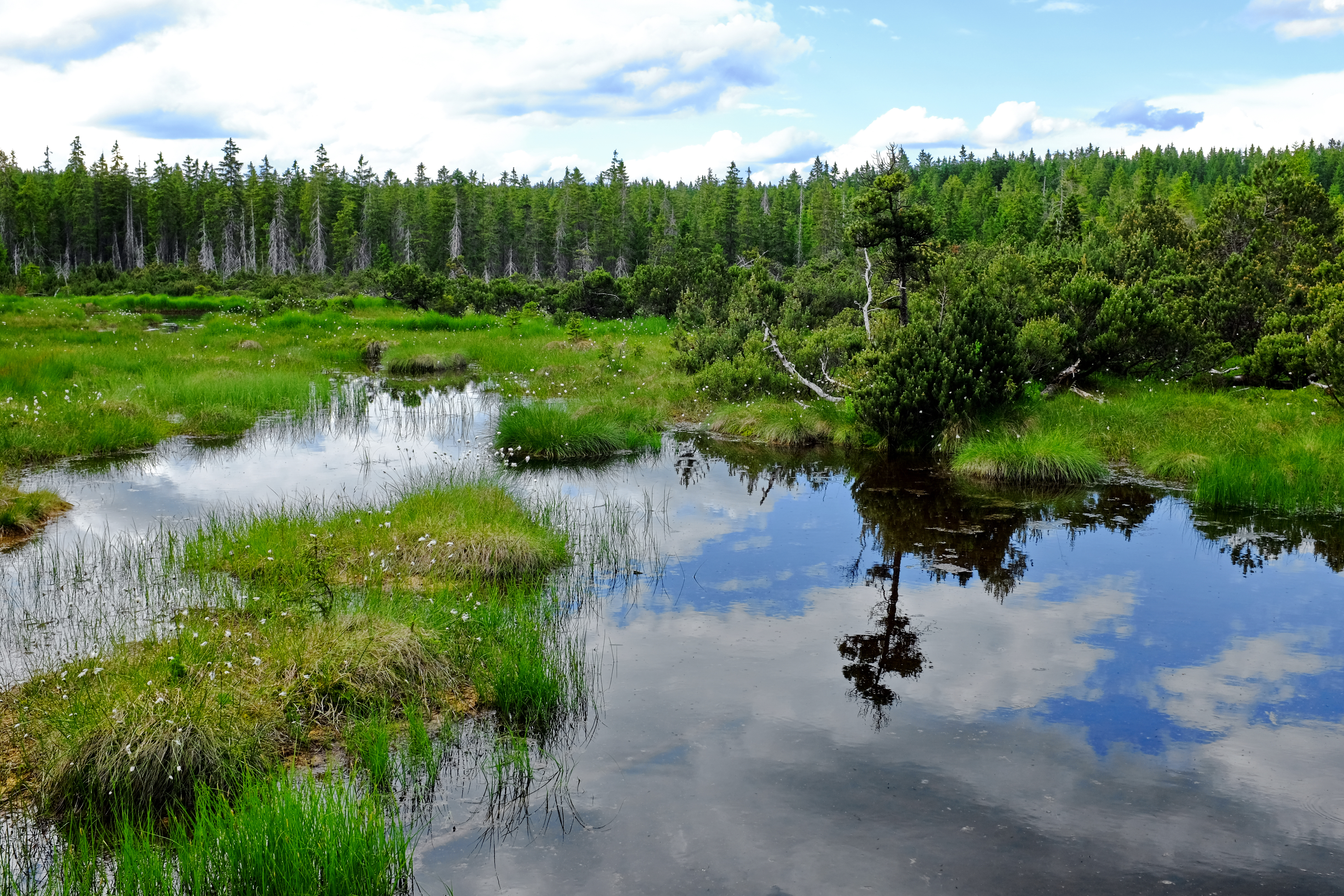
Pod Plochou horou
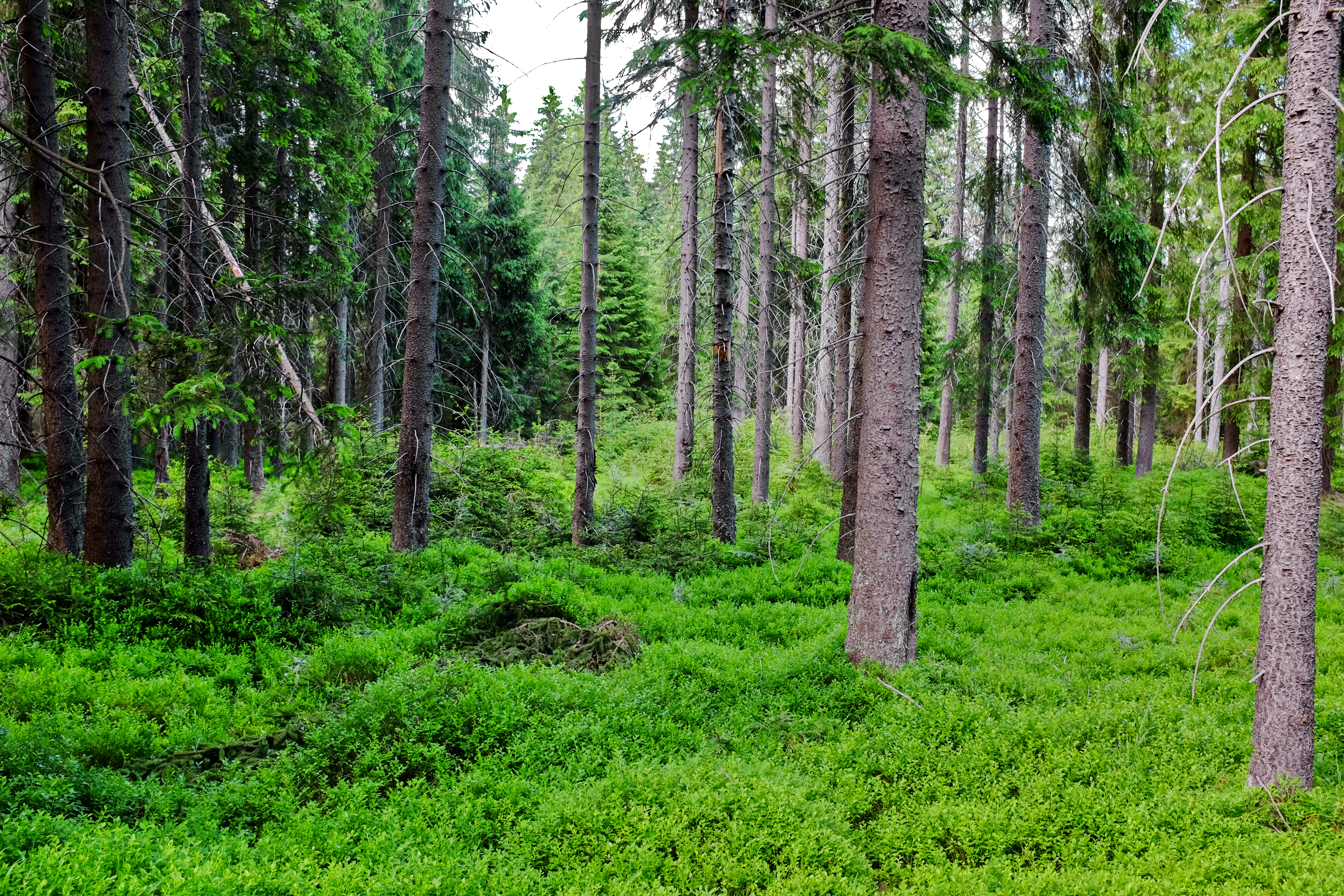
Porosty borůvčí
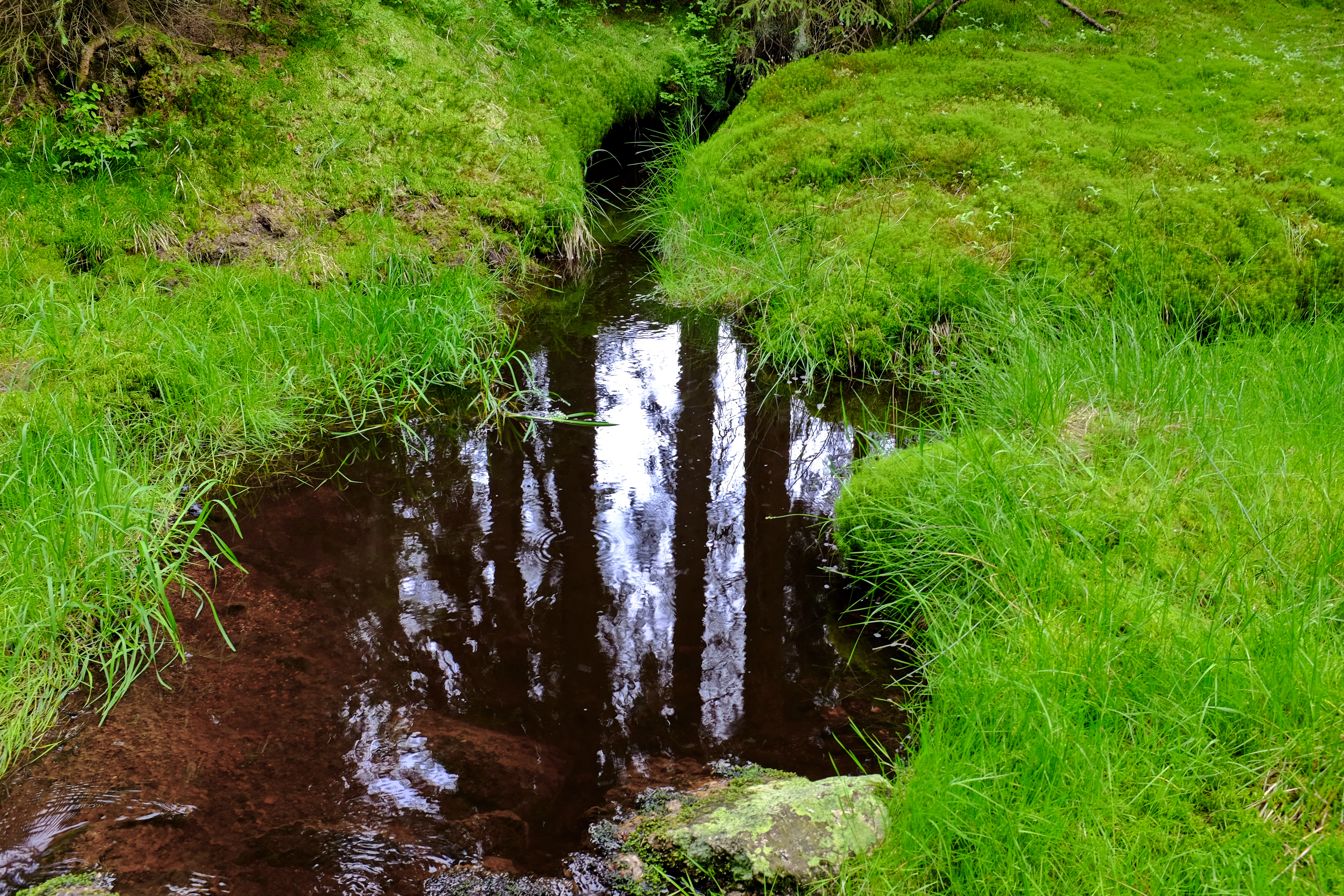
Slatinný potok